# Антоновка (Львовская область)
Антоновка (укр. Антонівка) — село в Журавновской поселковой общине Стрыйского района Львовской области Украины.
Население по переписи 2001 года составляло 545 человек. Занимает площадь 1,37 км². Почтовый индекс — 81776. Телефонный код — 3239.